# Sybra internata
Sybra internata là một loài bọ cánh cứng trong họ Cerambycidae.